# Dicranoglossum
Dicranoglossum es un género de helechos perteneciente a la familia  Polypodiaceae.

## Taxonomía
Dicranoglossum fue descrito por John Smith (botánico) y publicado en The Botany of the Voyage of H.M.S. Herald 232. 1854. La especie tipo es: Dicranoglossum furcatum (L.) J. Sm. 

## Especies
- Dicranoglossum desvauxii (Klotzsch) Proctor
- Dicranoglossum furcatum (L.) J. Sm.
- Dicranoglossum panamense (C. Chr.) L.D. Gómez
- Dicranoglossum polypodioides (Hook.) Lellinger
- Dicranoglossum subnudum (C. Chr.) Stolze